# (35793) 1999 JN30
1999 JN30 (asteroide 35793) é um asteroide da cintura principal. Possui uma excentricidade de 0.13071140 e uma inclinação de 5.38522º.
Este asteroide foi descoberto no dia 10 de maio de 1999 por LINEAR em Socorro.